# Svatopluk Pluskal

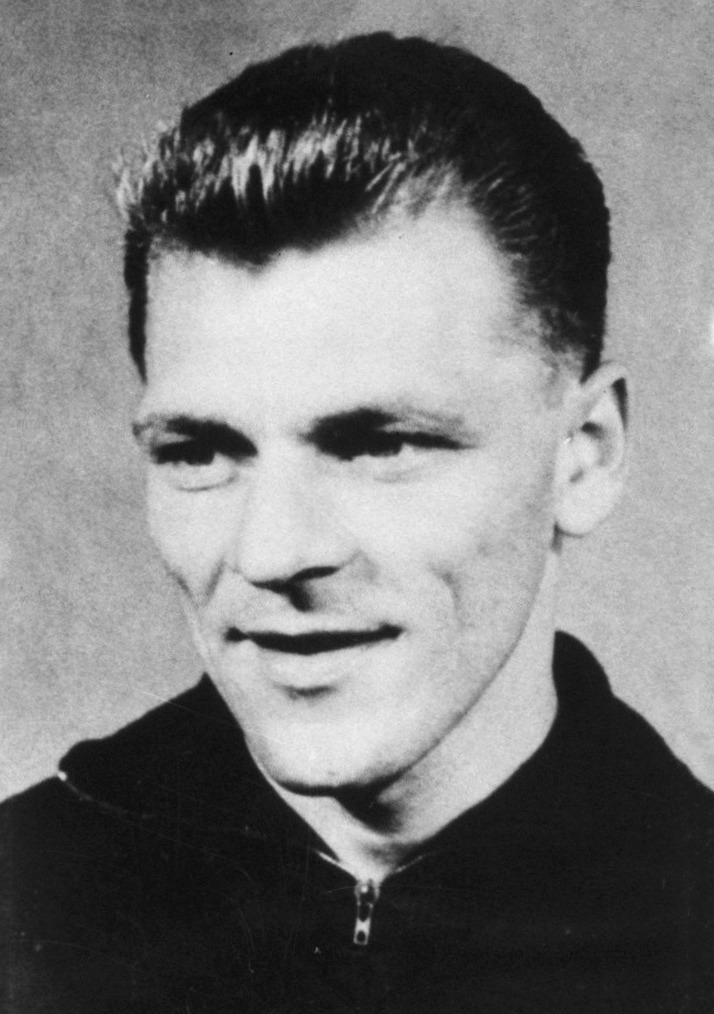
Svatopluk Pluskal im Jahr 1962

Svatopluk „Svata“ Pluskal (* 28. Oktober 1930 in Zlín, Tschechoslowakei; † 29. Mai 2005 in Ústí nad Labem, Tschechien) war ein tschechoslowakischer Fußballspieler und -trainer. Er galt als technisch guter, kopfballstarker und kämpferischer Mittelfeldspieler.

## Spielerkarriere
Svatopluk Pluskal fing mit dem Fußballspielen bei SK Letná Zlín an, 1947 wechselte er zu Baťa Zlín. 1952 wurde der Mittelfeldspieler von ATK Prag (ab 1956 Dukla) verpflichtet, für den er bis 1966 spielte. Mit Dukla wurde Pluskal acht Mal tschechoslowakischer Meister und zweimal Pokalsieger. Er bestritt 282 Erstligaspiele, in denen er 37 Treffer erzielte. 1966/67 spielte er für LIAZ Jablonec und beendete am Saisonende seine Karriere.
Zwischen 1952 und 1965 spielte er 56 Mal für die Nationalmannschaft der Tschechoslowakei und schoss dabei ein Tor; dieses gelang ihm bei seinem Länderspieldebüt am 11. Mai 1952 in Bukarest bei der 1:3-Niederlage gegen die Nationalmannschaft Rumäniens mit dem Treffer zum 1:2 in der 83. Minute. Er nahm an der Weltmeisterschaft 1954, 1958 und 1962 teil, außerdem auch an der Europameisterschaft 1960.
Pluskal gehörte der Weltauswahl an, die am 23. Oktober 1963 im Wembley-Stadion anlässlich des 100-jährigen Bestehens der FA gegen die Nationalmannschaft Englands mit 1:2 verlor. Ein Jahr später gehörte er der Europaauswahl an.

### Erfolge
- Finalist Weltmeisterschaft 1962
- Dritter Europameisterschaft 1960
- Tschechoslowakischer Meister 1953, 1956, 1958, 1961, 1962, 1963, 1964, 1966
- Tschechoslowakischer Pokal-Sieger 1961, 1965

### Stationen
- 1947–1952: Baťa Zlín
- 1952–1966: FK Dukla Prag
- 1966–1967: LIAZ Jablonec

## Trainerkarriere
Ab 1968 arbeitete er als Trainerassistent bei Bohemians Prag, 1969/70 war er dort Cheftrainer. Von 1971 bis 1974 und erneut von 1976 bis 1978 war er Trainer bei Enosis Neon Paralimni auf Zypern. 1974/75 war er wieder Assistenztrainer bei Bohemians. Von 1978 bis 1979 trainierte er Škoda Pilsen, 1980/81 Slovan Pilsen und schließlich 1981/82 BS Vlašim.

### Stationen
- 1968–1969: Bohemians Prag (Co-Trainer)
- 1969–1970: Bohemians Prag
- 1971–1974: Enosis Neon Paralimni
- 1974–1975:  Bohemians Prag (Co-Trainer)
- 1976–1978: Enosis Neon Paralimni
- 1978–1979: Škoda Pilsen
- 1980–1981: Slovan Pilsen
- 1981–1982: BS Vlašim